# Lithobius rhysus
Lithobius rhysus är en mångfotingart som beskrevs av Carl Graf Attems 1934. Lithobius rhysus ingår i släktet Lithobius och familjen stenkrypare.
Artens utbredningsområde är Taiwan. Inga underarter finns listade i Catalogue of Life.